# Rycerze Południowego Bronksu
Rycerze Południowego Bronksu (ang. Knights of the South Bronx) – amerykański film obyczajowy z 2005 roku w reżyserii Allena Hughesa.

## Opis fabuły
Biznesmen Richard (Ted Danson) podejmuje pracę nauczyciela w Bronksie, w szkole, do której chodzi trudna młodzież. Richard chce znaleźć młodym ludziom cel, do którego mogliby dążyć. Uczy podopiecznych gry w szachy i planuje wyjazd na mistrzostwa.

## Obsada
- Ted Danson jako pan Richard Mason
- Philip Akin jako Phil, asystent dyrektora
- Malcolm David Kelley jako Jimmy Washington
- Keke Palmer jako Kenya Russell
- Clifton Powell jako Cokey
- Devon Bostick jako Darren
- Brian Markinson jako Arnie
- Kate Vernon jako żona Richarda
- Alex Karzis jako Kasparov
- Karen LeBlanc jako Dolly

i inni